# 노스머틀비치

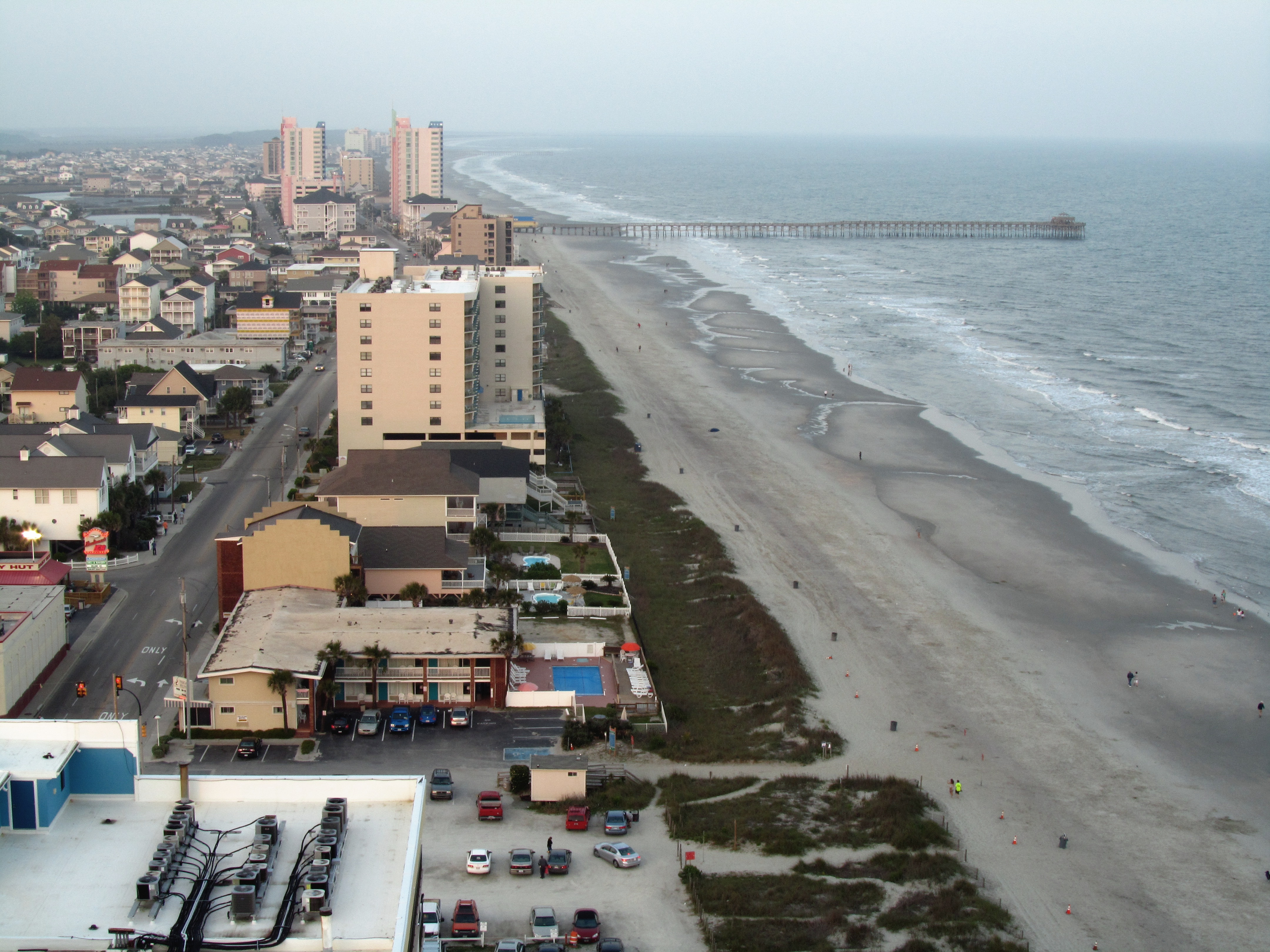

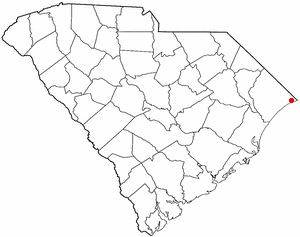

노스머틀비치(North Myrtle Beach)는 미국 사우스캐롤라이나주 오어리군의 도시이다. 머틀비치로부터 북동쪽으로 대략 24킬로미터 지점에 위치해 있다. 2020년 미국 인구 조사 기준 인구 수는 18,790명이다.

## 인구
| 인구조사              | 인구   | Note | %±     |
| --------------------- | ------ | ---- | ------ |
| 1970년                | 1,957  |      | —      |
| 1980년                | 3,960  |      | 102.4% |
| 1990년                | 8,636  |      | 118.1% |
| 2000년                | 10,974 |      | 27.1%  |
| 2010년                | 13,752 |      | 25.3%  |
| 2020년                | 18,790 |      | 36.6%  |
| U.S. Decennial Census |        |      |        |